# Ivan Aïvazovski
Pour les articles homonymes, voir Aïvazovski.
Ivan Konstantinovitch Aïvazovski (en russe : Иван Константинович Айвазовский ; en arménien : Հովհաննես Այվազովսկի), né à Théodosie (gouvernement de Tauride) le 17 juillet 1817 (29 juillet dans le calendrier grégorien) et mort dans cette même ville le 5 mai 1900, est un peintre russe d'origine arménienne. C'est un des maîtres de la peinture de marine qui a marqué l'histoire et les périodes romantique et réaliste de l'art russe.
Depuis 2018, l’aéroport international de Simferopol porte son nom.

## Biographie

### Ses origines
Originaire d'une famille pauvre de marchands arméniens émigrée de Pologne au début du XIXe siècle, Ivan Aïvazovski est né à Théodosie, en Crimée, le 29 juillet 1817. Le nom de famille de ses parents était Aïvazian et quelques-unes de ses peintures sont signées en alphabet arménien Հովհաննես Այվազյան (Hovhannes Aïvazian).

### Sa formation

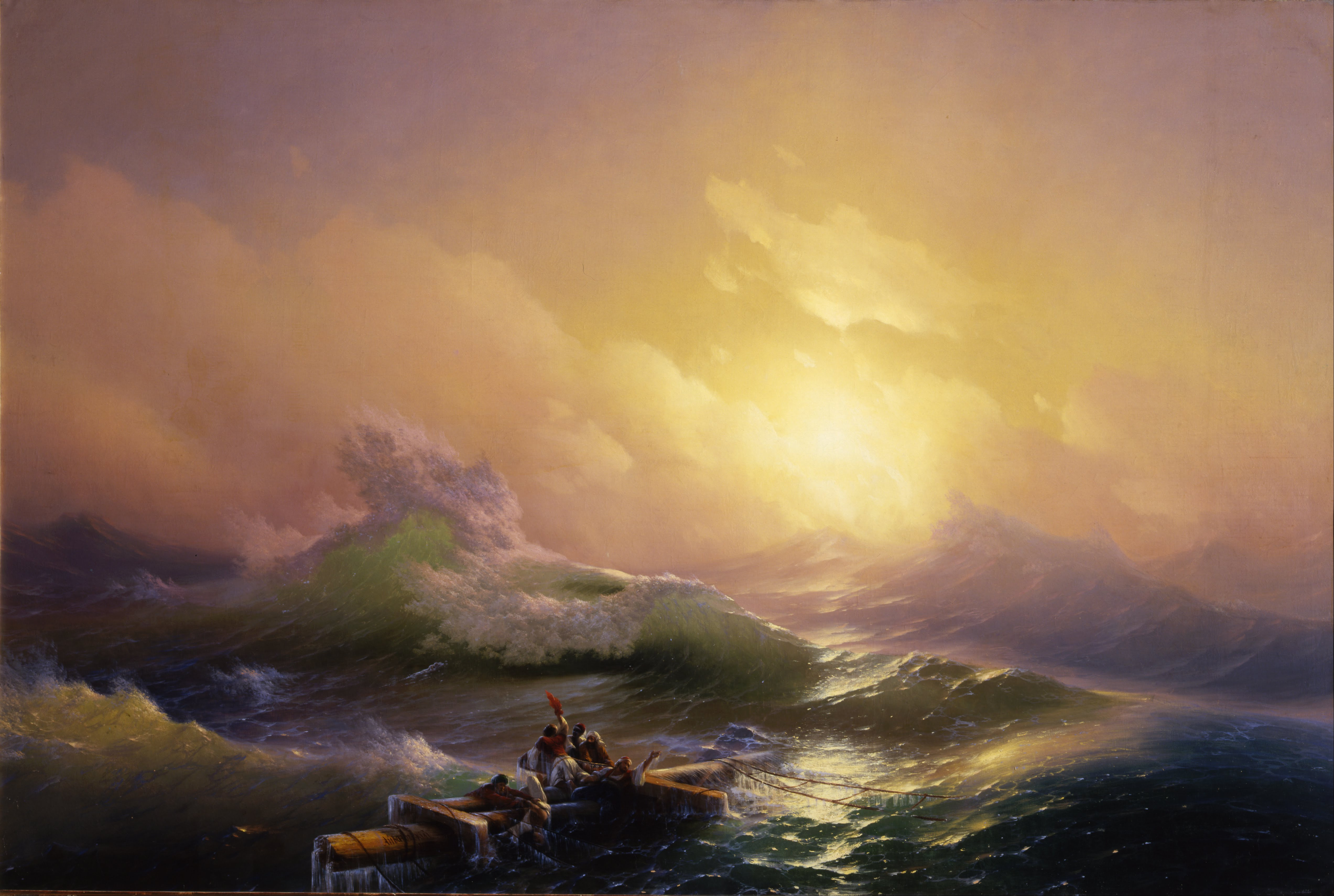
La Neuvième Vague, une des plus célèbres toiles d'Aïvazovski, Musée Russe, Saint-Pétersbourg.

Très jeune, il est attiré par le dessin et recopie les illustrations d'un livre sur la lutte des Grecs contre le joug de l'empire ottoman. Ce thème aura une grande influence sur lui et il y reviendra, plus tard, dans ses peintures. Après une éducation primaire dans une école arménienne de Théodosie, il reçoit une première formation artistique au Gymnasium de Simferopol grâce à des aides de compatriotes appréciant son talent. En 1833, avec le soutien de A. Kaznatcheïev, maire de Théodosie, il se rend à Saint-Pétersbourg pour y compléter sa formation à l'Académie impériale des beaux-arts. Il y étudie les œuvres du paysagiste Maxime Vorobev et du peintre de marines français Philippe Tanneur alors professeur dans cette académie. Lors de ses études, sa production attire l'intérêt des connaisseurs ; dès ces années-là, Alexandre Pouchkine découvre ses œuvres lors d'une exposition et lui porte une grande admiration. En 1835, Ivan Aïvazovski reçoit du tsar russe Nicolas Ier, 2 000 roubles pour la réalisation d’œuvres, ainsi que l’ordre d’accompagner son fils dans les expéditions navales de la flotte de la Baltique. Cet ordre impérial sera déterminant pour la carrière de Aïvazovski en tant que peintre mariniste.
En 1837, Ivan Aïvazovski est diplômé de l'Académie de Saint-Pétersbourg avec une médaille d'or et reçoit une aide de cette académie pour approfondir ses études.
L'Académie l'envoie tout d'abord voyager en Crimée pendant deux ans pour y peindre des marines. Pendant cette période, il navigue sur différents vaisseaux de la Marine impériale russe et fait la connaissance de grands amiraux tels que M. Lazarev, connu pour ses voyages dans l'Antarctique, ainsi que F. Litke, V. Kornilov, P. Nakhimov et P. Panfilov. Le peintre retire de cette époque une grande admiration de la Flotte russe à laquelle il consacrera plusieurs toiles.
Puis de 1840 à 1844, il voyage en Europe : tout d'abord en Italie, puis en France, en Allemagne, en Hollande, en Angleterre, en Espagne et enfin à Malte. Au cours de ce périple, il est admis comme membre de nombreuses académies : Florence, Rome et Paris (qui le priment d'une médaille d'or), Stuttgart et Amsterdam. Ses œuvres reçoivent un grand succès et, en 1841, le pape Grégoire XVI lui achète le Chaos pour le musée du Vatican. En Italie, il fait la connaissance de Nicolas Gogol et rend visite, dans l'île San Lazzaro degli Armeni près de Venise, à son frère aîné Gabriel Aïvazovski (1812-1880), moine mékhitariste et philologue.

### Sa carrière
En 1844, de retour en Russie, il est nommé membre de l'Académie de Saint-Pétersbourg puis, en 1845, peintre de l'état-major de la Marine impériale russe. Il participe dans les années suivantes à plusieurs expéditions de la Flotte russe et découvre ainsi la Turquie, la Grèce, l'Égypte et l'Amérique. De retour en Russie, peu attiré par les honneurs, la gloire et la richesse et sensible aux idées d'écrivains russes tels qu'Alexandre Pouchkine et Nicolas Gogol, il délaisse l'entourage du palais des tsars de Saint-Pétersbourg et se retire à Théodosie, sa ville natale.
Il continue à peindre, organise des expositions de ses œuvres à Moscou, Saint-Pétersbourg, Tiflis, Paris, New York, Vienne (1873), Florence (1873, 1874), Nice (1874, 1886, 1897) se consacre à l'aide et à l'éducation de ses compatriotes arméniens, tant dans sa ville natale que dans les différents pays où il se rend.
À Théodosie, après avoir créé une nouvelle école arménienne et une imprimerie, il finance la restauration d'une ancienne église arménienne et en fait construire une nouvelle ; il crée ensuite l'École des Arts en 1865 et transforme en 1889 sa maison en un musée qui porte aujourd'hui son nom et conserve un grand nombre de ses œuvres. Il finance également la construction d'une chapelle en l'honneur du général russe Kotliarovski et contribue à la création du réseau d'adduction d'eau de la ville et d'une ligne de chemin de fer.

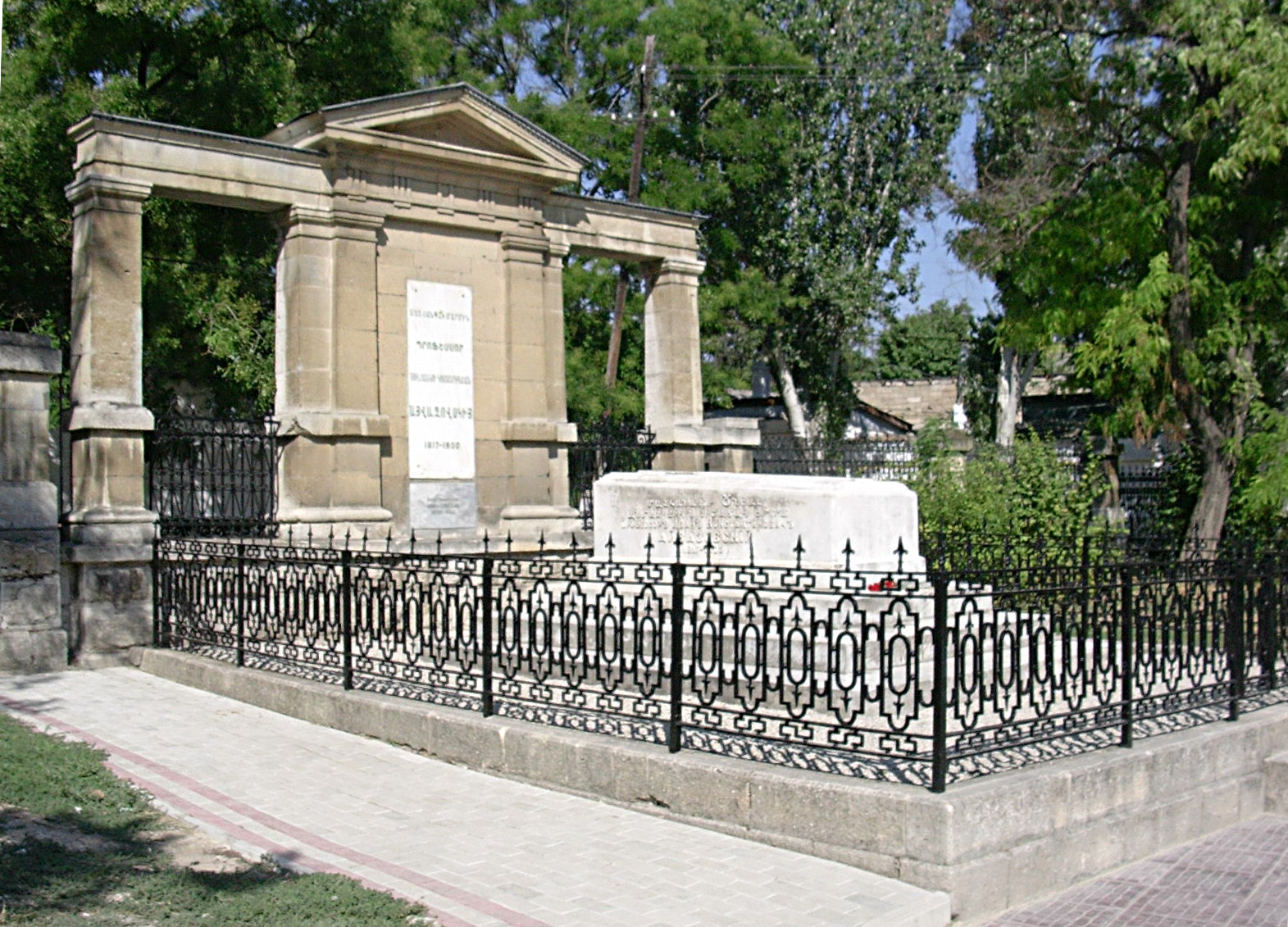
Tombe d'Ivan Aïvazovski à Théodosie.

Ivan Aïvazovski a eu de son vivant une renommée internationale considérable. Il a été le premier artiste étranger à être décoré de la Légion d'honneur française[Quand ?]. Le sultan turc Abdülaziz, grand amateur de peinture, lui commanda plus de quarante toiles et l'invita en 1874 à Constantinople pour le décorer de l'ordre de l'Osmaniye, la plus haute distinction de l'empire ottoman. Il était très estimé par Delacroix et Turner et il forma ou influença de nombreux peintres comme les peintres français d'origine arménienne Wartan Mahokian (hy), Arsène Chabanian et Charles Atamian ou le peintre russe Alexeï Bogolioubov (1824-1896) qui travailla avec lui à l'état-major de la marine russe à partir de 1853.
Il est mort le 5 mai 1900, à Théodosie, où il est enterré dans le jardin de l'église arménienne Saint-Sarkis. Lors de la cérémonie funèbre, la Marine russe tira des salves de canons en son honneur.
Il a laissé plus de 6 000 œuvres dont environ la moitié de marines. Une exposition intitulée Aïvazovsky (1817-1900), la poésie de la mer lui a été consacrée du 7 février 2007 au 20 janvier 2008 au Musée national de la Marine à Paris.

## Analyse de l'œuvre
Les peintures d'Ivan Aïvazovski se distinguent par la recherche de la lumière et une approche émotionnelle remarquable. Grâce à cette atmosphère lumineuse et enchanteresse, les toiles du peintre s'emplissent de rêverie et d'émotion. Il peignait de mémoire et en retranscrivant ses sensations, sans études préalables, mais en se guidant simplement sur une esquisse brute au crayon.
Son œuvre est intimement liée à la mer. Le peintre sut avec une maîtrise admirable et une véracité surprenante traduire de mémoire le mouvement des flots, la transparence de l'eau tantôt calme, tantôt tumultueuse, tantôt furieuse, mêlant alors ses vagues au ciel orageux.
Delacroix parlait de son art en termes élogieux et Turner le qualifia de génie. Les thèmes d'inspiration d'Ivan Aïvazovski et sa manière de les traiter l'inscrivent au cœur du courant romantique du XIXe siècle. Ce romantisme s'affirmera tout au long de sa carrière en atteignant son apogée dans ses œuvres des années 1850, avec par exemple La Neuvième Vague (1850), Clair de lune (1849) et Tempête (1854).
Par la suite, dans la mouvance naissante de l'art russe de l'époque et sous la probable influence des écrivains russes qu'il côtoyait, une tendance au réalisme apparaît dans ses tableaux mais sans effacer la facette romantique. Son œuvre la plus accomplie de cette période est La Mer Noire (1881) qui saisit la nature même de la mer, éternelle, toujours en mouvement, mais L'arc-en-ciel (1873), Naufrage (1876), La Vague (1889), et La Maria prise dans la tempête (1892) sont également des œuvres majeures de l'artiste.
Selon Chahen Khatchatourian, ancien directeur de la Galerie nationale d'Arménie, l'originalité de l'œuvre d'Aïvazovski s'explique en partie par son attachement à la culture arménienne pour laquelle l'idée de la lumière créatrice, lumière de la connaissance, est ancrée dans la tradition ; la représentation qu'il fit des hommes luttant contre la mer en furie traduirait également la volonté de survie associée à la culture arménienne. En outre, il traita plusieurs thèmes historiques arméniens (mont Ararat, massacres arméniens, etc.).
Des 6 000 œuvres du peintre, certaines sont des chefs-d'œuvre mais d'autres sont d'une qualité moindre. Si les marines sont sans conteste son sujet d'excellence, ses paysages sont d'une moindre qualité et il n'excellait pas dans la représentation du visage humain.
Le Musée national de la Marine à Paris lui a consacré une exposition au premier semestre 2007.
En mars 2022, plusieurs de ses tableaux sont pillés par les troupes russes au Musée de Marioupol .
Comme l'écrivain Nicolas Gogol, le peintre est pris dans la guerre culturelle entre l'Ukraine (dont fait partie la Crimée actuelle où ils sont nés) et Russie (où ils ont fait carrière).  Né Aïvazian il reste cependant aussi de culture arménienne malgré la russification de son patronyme et les enjeux politiques contemporains.

## Prologue au roman de l'âme

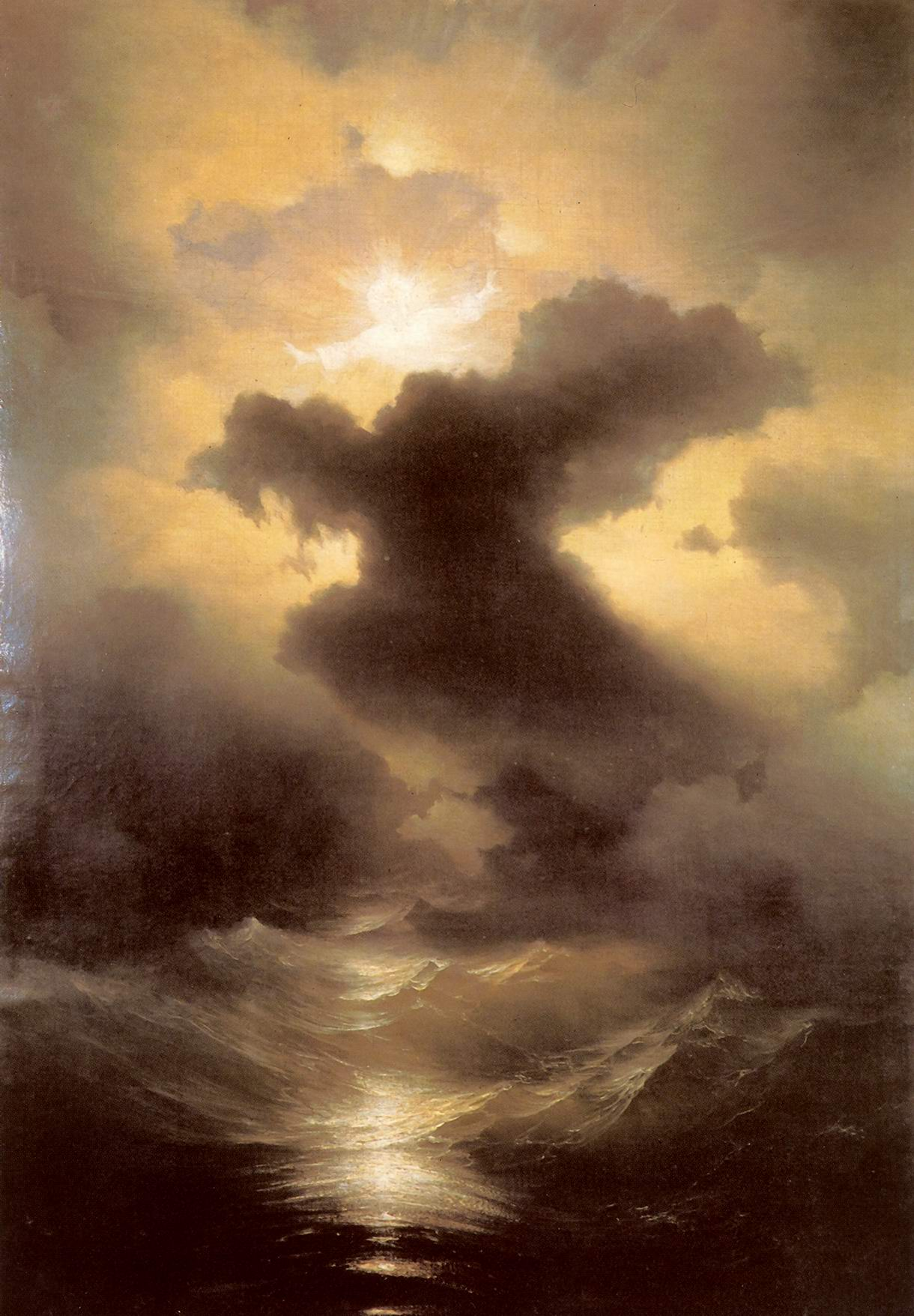
La Création ou Le Chaos (1841), huile sur papier,, Musée Arménien, Venise.

La Création ou Le Chaos (1841), musée Arménien, monastère San Lazaro de l' Arménie, Venise, Italie.
Ivan Aïvazovsky est un peintre russe d'origine arménienne, proche d'Alexandre Pouchkine et de Nicolas Gogol. Admiré par Eugène Delacroix et Joseph Mallord William Turner, il eut en son temps une renommée considérable, aussi bien dans sa patrie que dans le monde entier. Paris et New York ont fait à ses expositions un véritable triomphe. Contrairement à ses contemporains peintres de marine, Johan Barthold Jongkind, Gustave Courbet ou Eugène Boudin, il ne peignait pas sur le motif mais de mémoire, en une recréation essentiellement émotionnelle de la réalité naturelle.
Son âme romantique, exalté par le Mont Ararat où l'arche de Noé s'échoua après le Déluge, le poussait à célébrer sans cesse les grands mythes de la culture arménienne. Son œuvre peut être comprise comme une profonde contemplation de l'eau dans tous ses états : source de vie illuminée par la lumière créatrice, flot de mort mêlant leurs lames aux cieux noir d'encre. Quand, en 1841, Aïvazovski peignait le tohu-bohu des eaux originelles à l'instant de la Création, Charles Baudelaire, lui aussi romantique contempteur du rationalisme laïcisant, écrivait en écho :

« Homme libre, toujours tu chériras la mer !
La mer est ton miroir ; tu contemples ton âme
Dans le déroulement infini de sa lame,
Et ton esprit n'est pas un gouffre moins amer. »

Et le poète d'articuler ce que le peintre donne à voir :

« Les houles, en roulant les images des cieux,
Mêlaient d'une façon solennelle et mystique
Les tout-puissants accords de leur riche musique
Aux couleurs du couchant reflété par mes yeux. »

## Œuvres

### Avant 1845

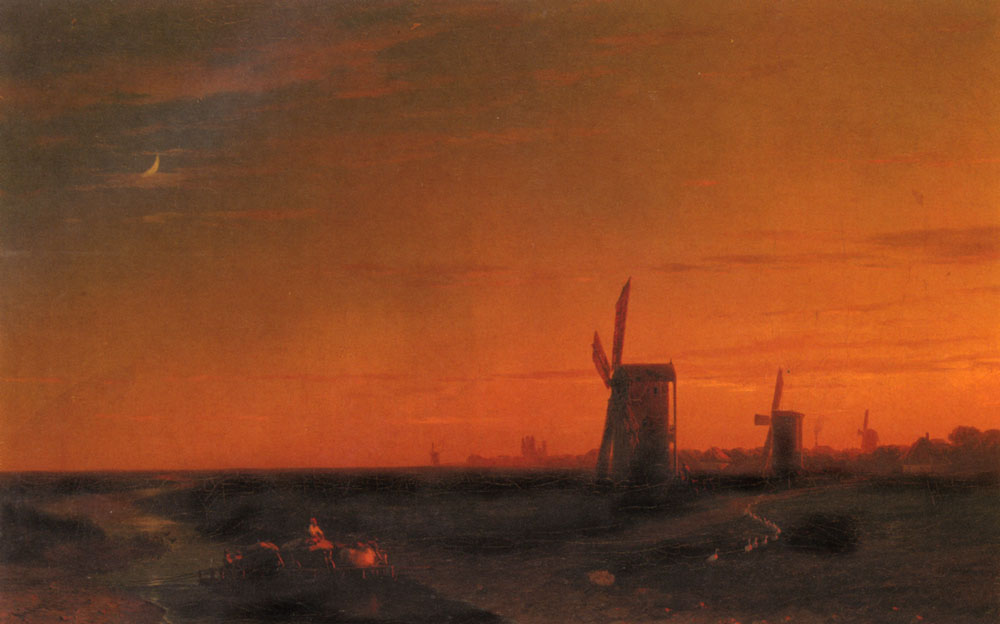
Moulins à vent en bord de mer (1837).

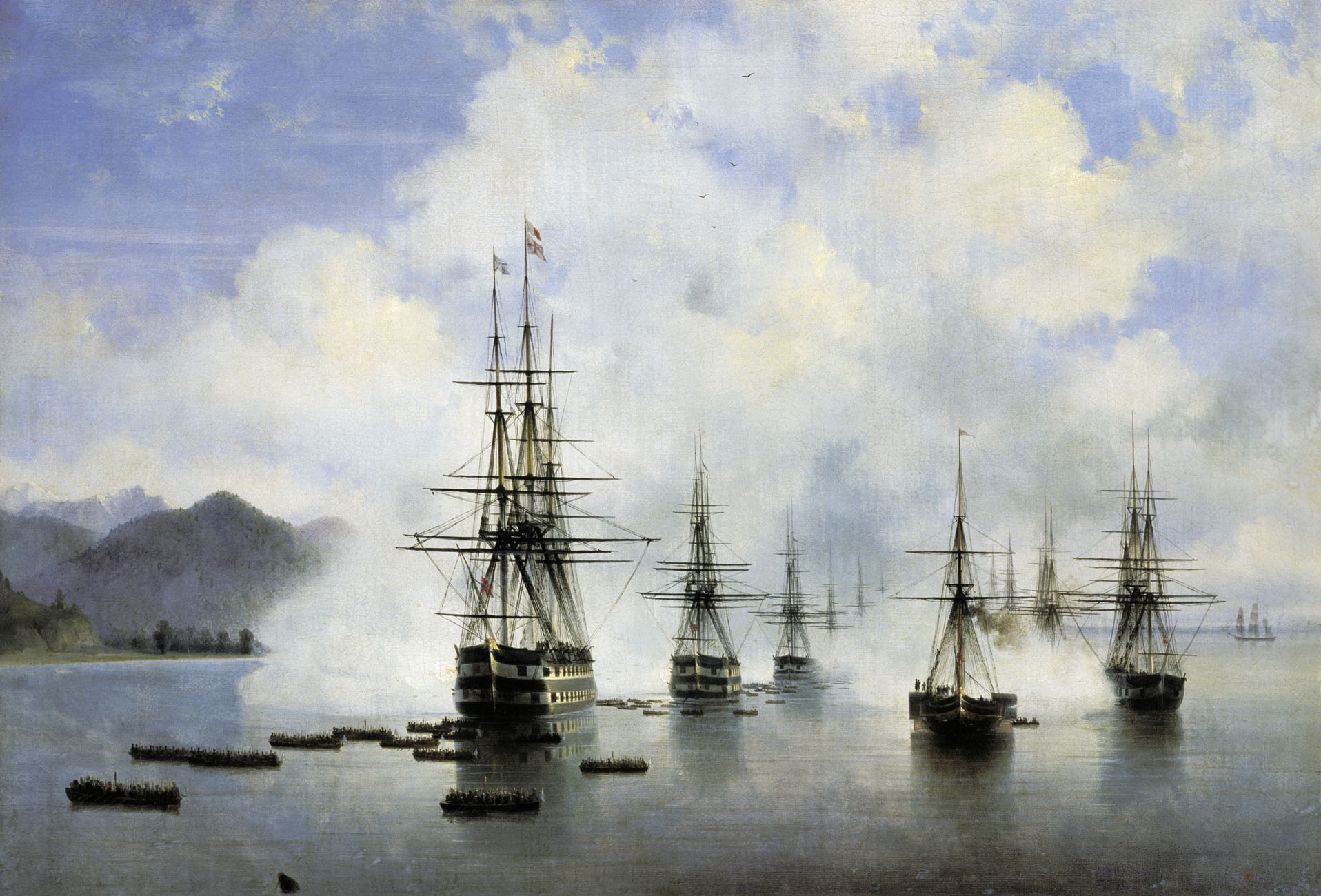
Débarquement de la flotte de Raïevski à Soubashi (1839).

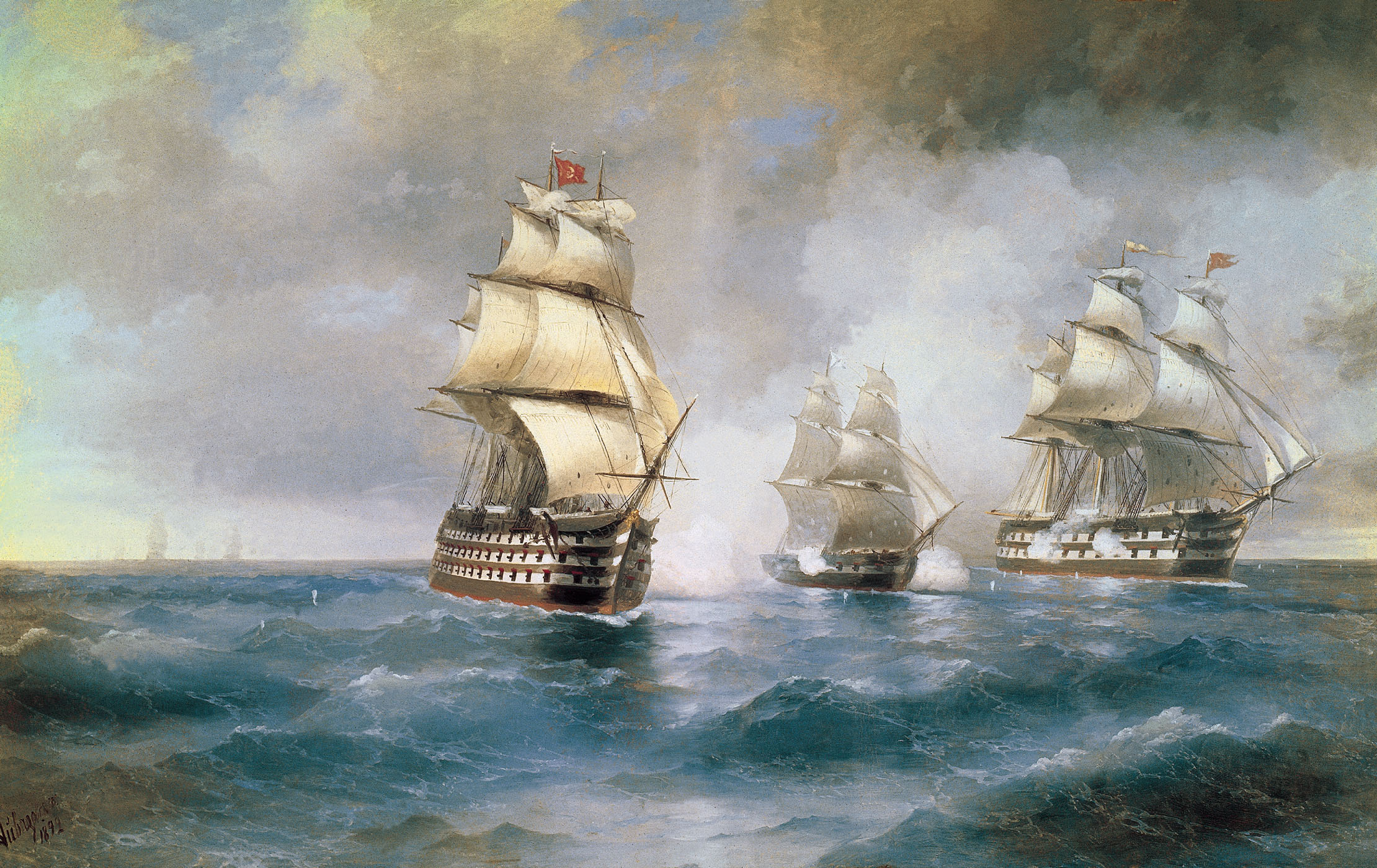
Le Brick « Mercure » attaqué par deux navires turcs (1892).

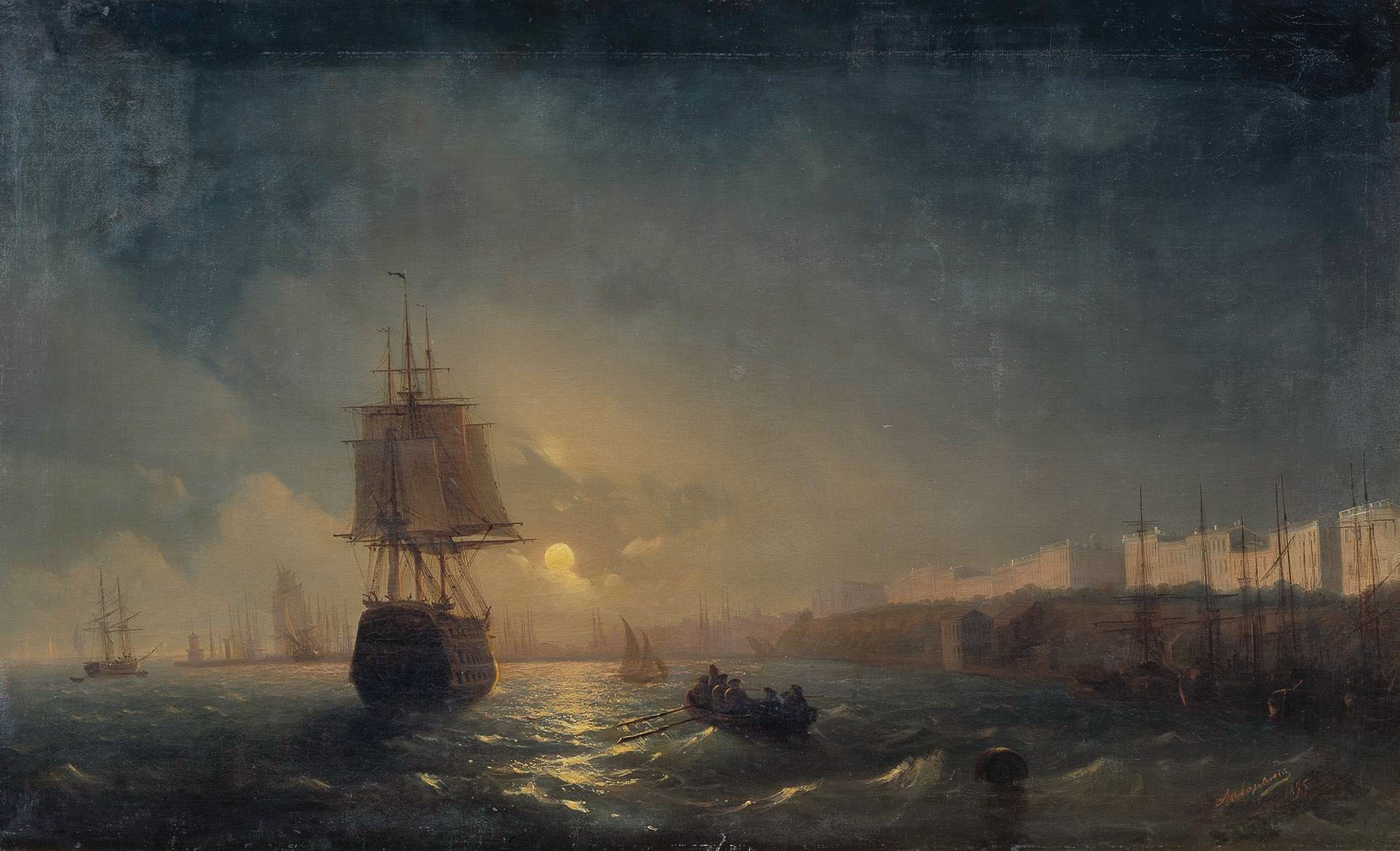
Port d'Odessa sur la mer Noire (1852).

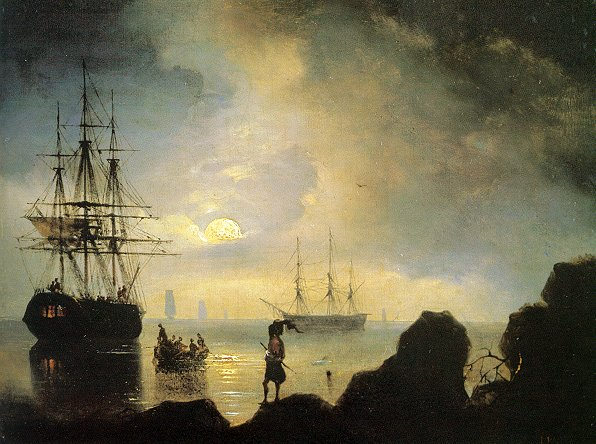
Paysage côtier (1852).

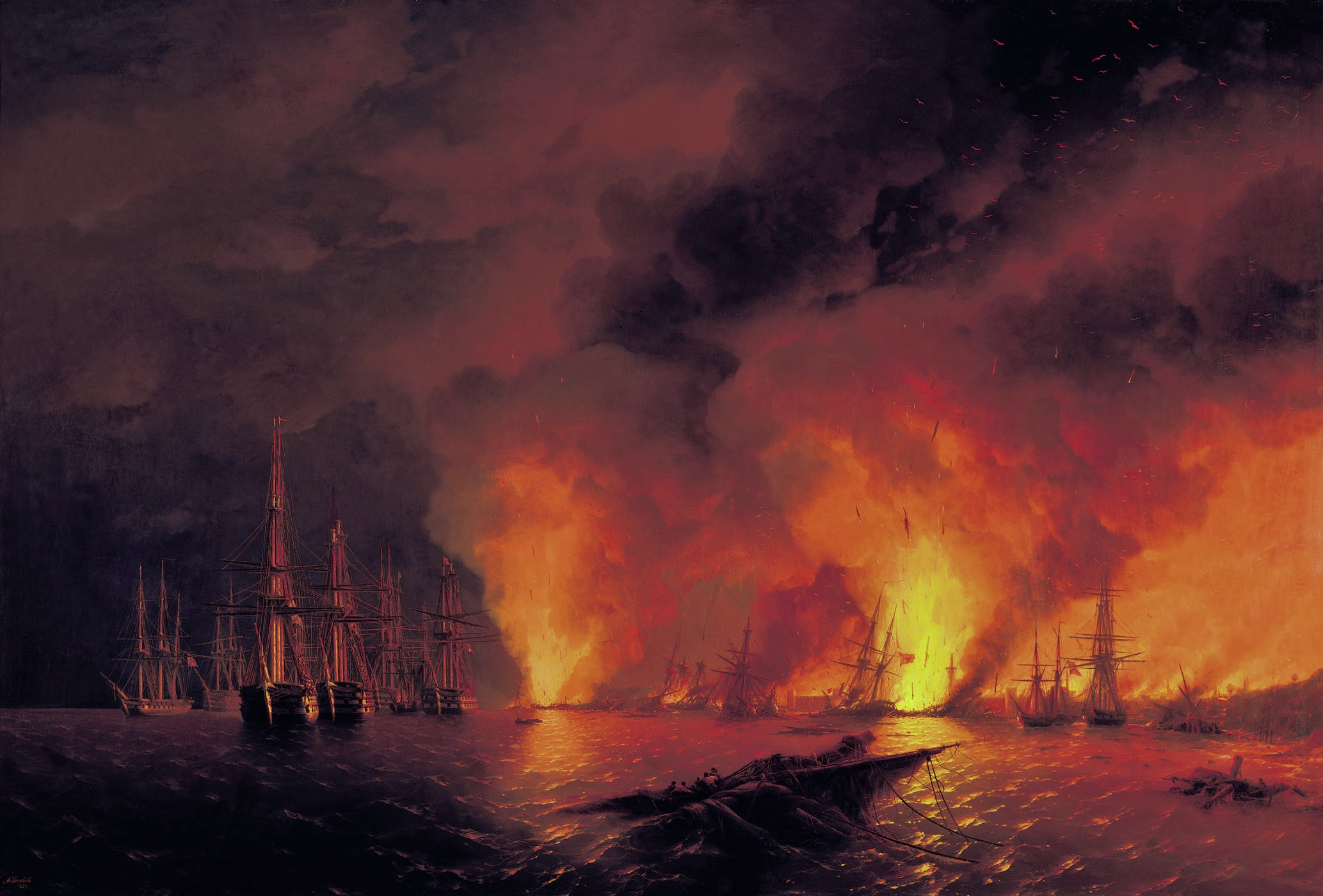
Bataille navale russo-turque de Sinope (1853).

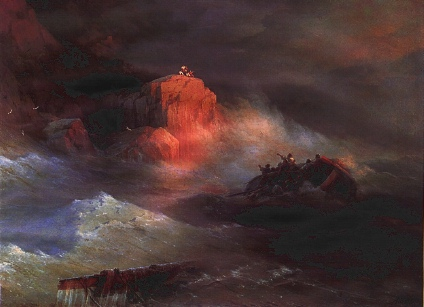
Naufrage (1876).

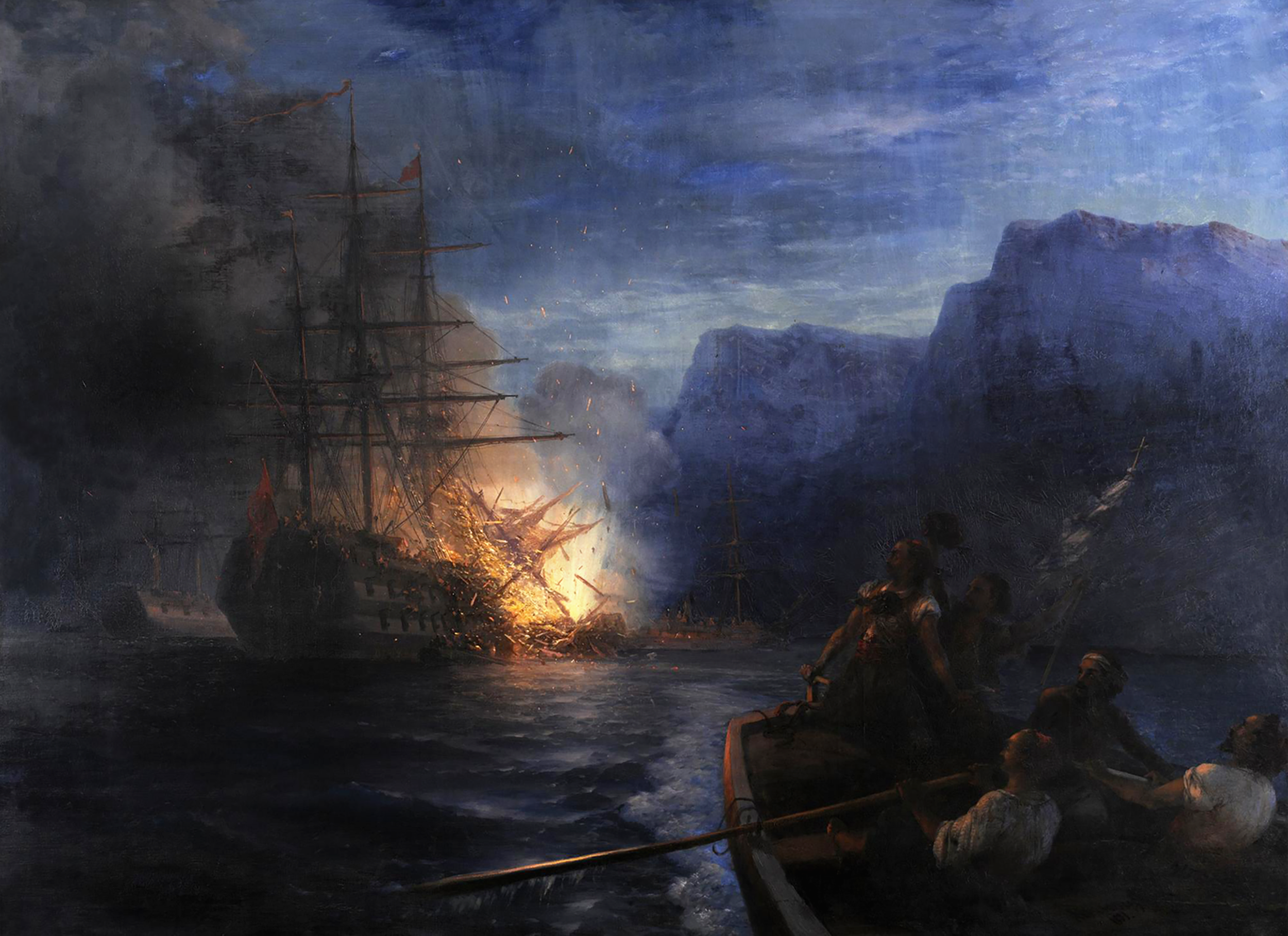
L'incendie du navire amiral turc par Kanáris (1881).

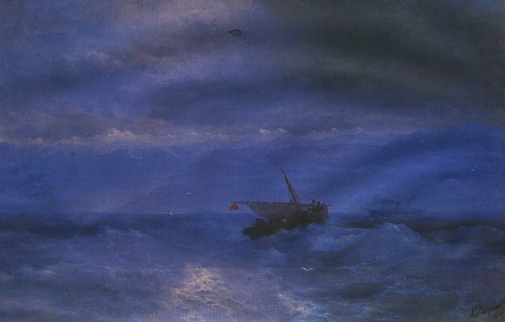
Chaîne du Caucase vue de la mer (1894).

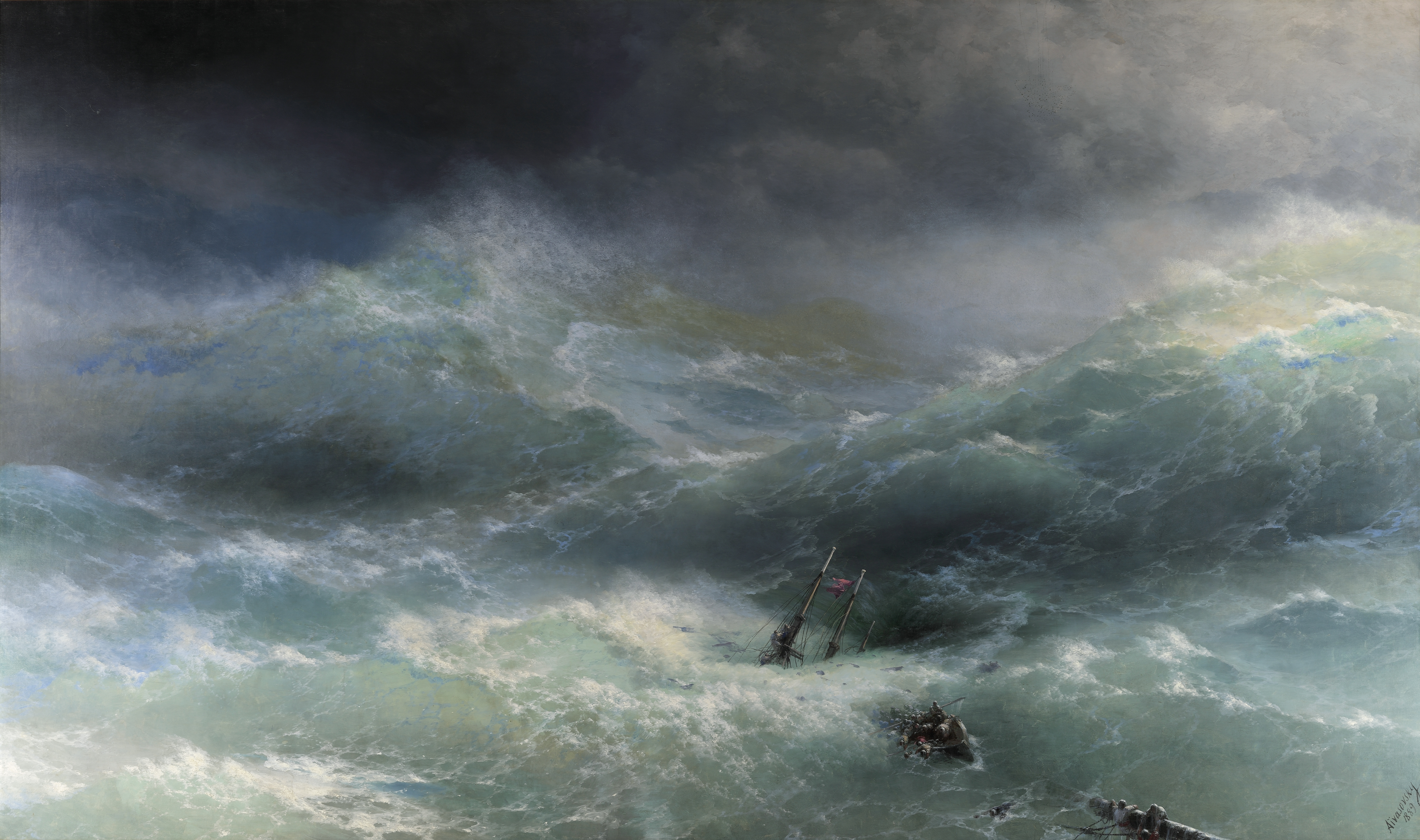
La vague (1889).

- 1835 : Vue de la côte près de Saint-Pétersbourg, Galerie Tretiakov, Moscou, Russie
- 1836 : Mer calme dans le Golfe de Finlande, (?)
- 1836 : La Grande rade de Kronstadt, Musée Russe, Saint-Pétersbourg, Russie
- 1837 : Moulins à vent en bord de mer, Musée Russe, Saint-Pétersbourg, Russie
- 1839 : Débarquement de la flotte de Raïevski à Soubashi en 1838, musée d'art de Samara, Russie
- 1840 : La Plage, Galerie Tretiakov, Moscou, Russie
- 1840 : La Rade de Kronstadt, Musée Russe, Saint-Pétersbourg, Russie
- 1841 : Dans la baie d'Amalfi, Musée Russe, Saint-Pétersbourg, Russie
- 1841 : La Grotta Azzurra à Capri, collection particulière
- 1841 : Le Chaos - ou La Création -, Musée Arménien, San Lazzaro degli Armeni, Venise, Italie
- 1842 : La baie de Naples au clair de lune, Galerie nationale d'art d'Aïvazovski, Théodosie, Crimée
- 1843 : Rivage calme, Musée Russe, Saint-Pétersbourg, Russie
- 1843 : Gondolier sur la mer la nuit, Musée d'État des Beaux-Arts du Tatarstan, Kazan, Russie
- 1843 : Les Pères Mékhitaristes sur l'île San Lazzaro degli Armeni près de Venise, (?)
- 1844 : Le Port de La Valette à Malte, Musée Russe, Saint-Pétersbourg, Russie
- 1844 : Arrivée à Réval, Musée central de la Marine de Guerre, Saint-Pétersbourg, Russie

### 1845-1860
- 1846 : La bataille de Navarin le 20 octobre 1827, Collège de la Marine, Saint-Pétersbourg
- 1846 : Vue d'Odessa au clair de lune, Musée Russe, Saint-Pétersbourg, Russie
- 1846 : Vue de Nice au clair de lune, coll. privée.
- 1846 : Vue de Constantinople au clair de lune, Musée Russe, Saint-Pétersbourg, Russie
- 1848 : La bataille de Chesmé, Galerie d'art Aïvazovski, Théodosie, Crimée
- 1848 : La Bataille du détroit de Chios, Galerie d'art Aïvazovski, Théodosie, Crimée
- 1848 : Vue de la tour Léandre à Constantinople, Galerie Tretiakov, Moscou
- 1849 : Clair de lune, Musée Russe, Saint-Pétersbourg, Russie
- 1849 : Tempête la nuit au clair de lune, Musée des beaux-arts de Nijni Taguil (ru), Russie
- 1850 : La Neuvième Vague, Musée Russe, Saint-Pétersbourg
- 1852 : Arrivée dans la baie de Sébastopol, Galerie d'art Aïvazovski, Théodosie, Crimée
- 1852 : Dans le port d'Odessa, Christie's, Londres, Grande-Bretagne
- 1852 : Paysage côtier avec des pêcheurs et des navires à voile, Christie's, Londres
- 1852 : Port d'Odessa sur la mer Noire, collection particulière
- 1853 : Bataille navale russo-turque de Sinope le 18 novembre 1853, Musée central de la Marine de Guerre, Saint-Pétersbourg, Russie
- 1853 : Bataille navale russo-turque de Sinope le 18 novembre 1853 (Nuit après la bataille), Musée central de la Marine de Guerre, Saint-Pétersbourg, Russie
- 1853 : La mer Noire à Koktebel, Galerie d'art Aïvazovski, Théodosie, Crimée
- 1853 : Maison de bains à Théodosie au clair de lune, musée d'art, Taganrog, Russie
- 1854 : Tempête (dessin à la pointe d'argent et aux crayons de couleur), Musée Russe, Saint-Pétersbourg, Russie
- 1854 : Bateau de pêcheur à la côte dans l'aube du matin, Galerie Koller, Zürich, Suisse
- 1856 : Sounion sous la tempête, Pinacothèque nationale d'Athènes, Grèce[12]
- 1859 : Tours sur le rocher du Bosphore, Galerie d'art Aïvazovski, Théodosie, Crimée

### 1860-1900

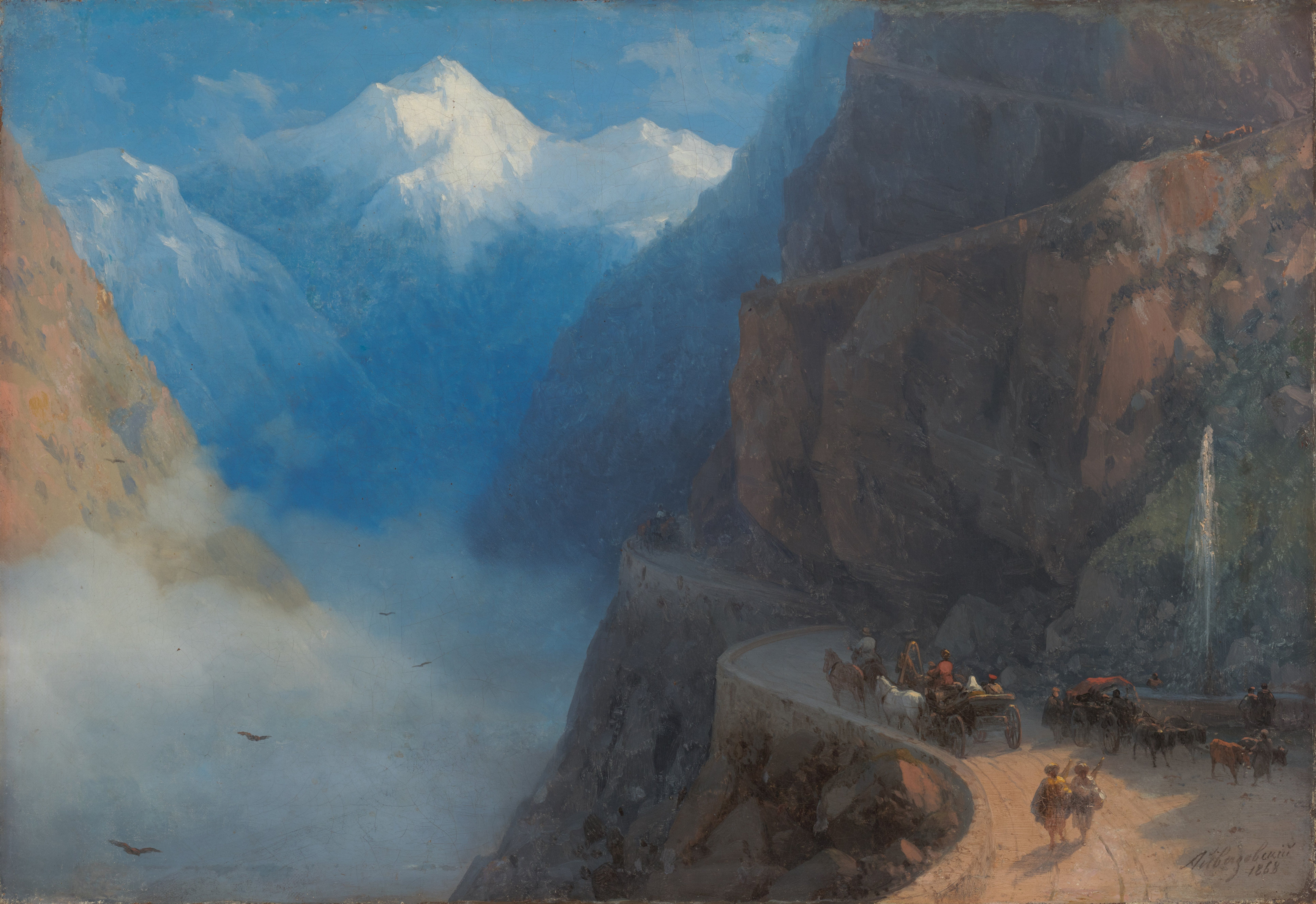
De Mleta à Gudauri. Toile de 1868 conservée au.

- 1861 : Sur l'île de Rhodes, Galerie d'art Aïvazovski, Théodosie, Crimée
- 1864 : Vue de la mer depuis les montagnes en Crimée, Musée Russe, Saint-Pétersbourg, Russie
- 1867 : Sur l'île de Crète, galerie d'art Aïvazovski, Théodosie, Crimée
- 1868 : Orage en mer, galerie Tretiakov, Moscou, Russie
- 1869 : Gounib village de montagne du Daghestan vu de l'est, Musée Russe, Saint-Pétersbourg, Russie
- 1869 : Installation de fixation au Bosphore, galerie d'art Aïvazovski, Théodosie, Crimée
- 1870 : Icebergs, galerie d'art Aïvazovski, Théodosie, Crimée
- 1870 : Naufrage près des côtes rocheuses, (?)
- vers 1870 : La Marée montante, musée d'art et d'histoire de Serpoukhov, Russie
- 1873 : L'Arc-en-ciel ou Naufrage, galerie Tretiakov, Moscou
- 1873 : Naufrage, Christie's, Londres, Grande-Bretagne
- 1873 : Naufrage, collection particulière
- 1875 : Souvenir de Nice : le cuirassé l’Océan dans la rade de Villefranche en 1874, coll. particulière
- 1876 : Naufrage, galerie d'art Aïvazovski, Théodosie, Crimée
- 1878 : Mer au clair de lune, Musée Russe, Saint-Pétersbourg, Russie
- 1881 : La Mer Noire, galerie Tretiakov, Moscou, Russie
- 1881 : L'incendie du navire amiral turc par Kanáris, Pinacothèque nationale d'Athènes, Grèce
- 1882 : Coucher de soleil sur Constantinople, Musée Russe, Saint-Pétersbourg, Russie
- 1884 : La mosquée de Top-Kahné, musée des Beaux-Arts de Brest, France
- 1885 : Les Pyramides de Gizeh, musée des Beaux-Arts, Iaroslavl, Russie
- 1886 : La Vague, huile sur toile, musée des Beaux-Arts de Brest, France
- 1887 : Adieux de Pouchkine à la mer - peint avec Ilia Répine (1844-1930) -, Musée Pouchkine, Pouchkine, Russie
- 1889 : La Vague, Musée Russe, Saint-Pétersbourg, Russie
- 1889 : La Vague, galerie Tretiakov, Moscou, Russie
- 1889 : Noé descendant du mont Ararat, Galerie nationale d'Arménie, Erevan, Arménie
- 1889 : La Destruction de Pompéi, musée régional des Beaux-Arts, Rostov-sur-le-Don, Russie
- 1891 : Mariage dans un village ukrainien, Galerie d'art Aïvazovski, Théodosie, Crimée
- 1892 : La Maria prise dans la tempête, Galerie d'art Aïvazovski, Théodosie, Crimée
- 1892 : Vagues déferlantes sur la côte de Crimée, galerie d'art Aïvazovski, Théodosie, Crimée
- 1892 : Le Brick « Mercure » attaqué par deux navires turcs, galerie d'art Aïvazovski, Théodosie, Crimée et Musée Russe, Saint-Pétersbourg, Russie
- 1894 : Chaîne du Caucase vue de la mer, Galerie d'art Aïvazovski, Théodosie, Crimée
- 1897 : Après le naufrage, Musée des beaux-arts, Pskov, Russie
- 1897 : Pouchkine (1799-1837) sur les bords de la mer Noire, Musée des beaux-arts (ru), Odessa, Ukraine
- 1899 : Visite de Lord Byron aux mékhitaristes de l'île San Lazzaro degli Armeni, Galerie nationale d'Arménie, Erevan, Arménie
- 1900 : L'Océan, (?)

### Datation inconnue
- 18?? : Bordighera, collection particulière
- 18?? : Coucher de soleil sur la mer, musée d'art, Taganrog, Russie
- 18?? : Paysage nocturne à la mer avec la villa éclairée, Christie's, Londres, Grande-Bretagne
- 18?? : Paysans de retour des champs au coucher de soleil, Collection particulière
- 18?? : Paysans rentrant avec un coucher de soleil, Christie's, Londres, Grande-Bretagne
- 18?? : Voyage en gondole au clair de lune à Venise, Galerie Koller, Zurich, Suisse
- 18?? : Venise vue de la lagune au coucher du soleil, collection particulière
- 18?? : Vue de la lagune sur Venise avec un coucher de soleil, Christie's, Londres, Grande-Bretagne
- 18?? : Vue de Constantinople, Isola San Lazzaro degli Armeni, Venise, Italie
- 18?? : Vue du port de Sébastopol pendant la guerre de Crimée, collection Bonhams, Londres, Grande-Bretagne
- 18?? : Vue sur Capri, musée Ukrainien, Kiev, Ukraine

### À classer
- Le Mirage, hôtel d'Estrées, Paris

### Iconographie et bibliographie
- Guillaume Aral, "Aïvasovsky, un peintre russe sur la Riviera", Éditions de Nicéphore, Nice, 2020  (ISBN 978-2-9545266-2-1).
- (ru) N. S. Barsamov, Ivan Aivazovsky, Moscou, 1962.
- E. Bénézit (dir.), Dictionnaire critique et documentaire des peintres, sculpteurs, dessinateurs et graveurs de tous les temps et de tous les pays, t. premier A à C, Éditeur D. Roger et F. Chernoviz, Paris, 1911.
- (en) Gianni Caffiero et Ivan Samarine, Seas, cities and dreams : the paintings of Ivan Aivazovsky, Édition Alexandria Press, 2000  (ISBN 978-1856692328).
- Lucio Felici (dir.), Encyclopédie de l'art, Édition Livre de poche, 1991.
- (en) George Heard Hamilton, The Art and Architecture of Russia, Yale University Press, 1992  (ISBN 978-0300053272).
- Shahen Khatchatourian, Aïvazovski (1817-1900) la poésie de la mer, Thalia Édition, Paris, 2007  (ISBN 9782352780199).
- (en) John Milner, A Dictionary of Russian and Soviet Artists 1420-1970, Édition Antique Collectors' Club, 1993  (ISBN 978-1851491827).
- (ru) V. N. Pilipenko, I.K. Aivazovsky (1817-1900), Saint-Pétersbourg, 1980.
- (ru) L. A. Vagner et N. S. Grigorovich, I. K. Aivazovsky, Moscou, 1970.
- (en) Aivazovsky - “Russian Painters” Series, édition Aurora Art Publishers, Saint-Pétersbourg, 1972.
- (ru) Russian Painters, Saint-Pétersbourg, 1998.